# اریک بیچفالوی
اریک بیچفالوی (مجاری: Bikfalvi Erik؛ زادهٔ ۵ فوریهٔ ۱۹۸۸) بازیکن فوتبال اهل رومانی است.
از باشگاه‌هایی که در آن بازی کرده‌است می‌توان به باشگاه فوتبال استوا بخارست، باشگاه فوتبال لیائونینگ، باشگاه فوتبال دینامو بخارست، و باشگاه فوتبال اورال یکاترینبورگ اشاره کرد.
وی همچنین در تیم‌های ملی فوتبال Romania U19 Romania U21 و رومانی بازی کرده‌است.